# Cristina García Banegas
Cristina García Banegas (Montevideo, 27 de febrero de 1954) es una directora de orquesta y coros, organista y profesora uruguaya. Es la creadora y directora del Ensemble Vocal e Instrumental De Profundis y del Festival Internacional de Órgano del Uruguay, ambos en 1987.
Se ha desempeñado como profesora de la cátedra de órgano de la Escuela Universitaria de Música (EUM) de la Universidad de la República y de la Selección Coral del Colegio Inglés. Comparte su actividad de docencia con giras internacionales de conciertos en Europa, Estados Unidos, Japón, Rusia y América Latina.

## Trayectoria
Fue alumna de Renée Bonnet, Renée Pietrafesa, Lionel Rogg y Marie-Claire Alain. Se perfeccionó en diversos cursos de interpretación con los maestros Monserrat Torrent, Guy Bovet, Luigi Ferdinando Tagliavini, Ton Koopman, Stefano Innocenti, Gertrud Mersiovsky, Adelma Gómez, Héctor Zeoli y Jesús Gabriel Segade, entre otros.
Es cofundadora y directora de la Asociación Tomás de Herrera, dedicada al estudio y preservación de los órganos coloniales de la región andina.
Creó y dirige actualmente el Festival Internacional de Órgano del Uruguay y el Ensemble Vocal e Instrumental De Profundis.
También fue creadora del coro Los Niños de tu Ciudad, del coro de niñas/os De Profunditos y del 1º Festival de Musicología y Música Colonial Iberoamericana del Uruguay.
En 1985 presentó la obra integral de J. S. Bach para órgano en un ciclo de 20 conciertos dentro del Uruguay.
Junto al Ensemble vocal e instrumental De Profundis ha dirigido obras magnas del repertorio sinfónico coral, algunas de ellas en primera ejecución nacional con instrumentos de época:
- 1995, Pasión según San Mateo de J. S. Bach, con la orquesta húngara de instrumentos de época ORFEO y orquesta barroca del Mercosur, en el Salón de los Pasos Perdidos del Palacio Legislativo de Montevideo,
- 1996, Vesperae de la Beata Vergine de Claudio Monteverdi, con la orquesta barroca del Mercosur
- 2000, Misa en si menor de J. S. Bach con la orquesta barroca del Mercosur
- 2001 y 2002, Exsultate jubilate, Ave verum corpus y Vesperae solennes de confessore de W. A. Mozart junto a la Filarmónica de Montevideo;
- 2002, Oratorio del Mesías de G. F. Händel con la orquesta barroca del Mercosur para la conmemoración de los 60 años del Centro Cultural de Música del Uruguay.
- 2003, Stabat Mater y Letanía a la Virgen María de Karol Szymanowski
- 2004, Budavari Te Deum de Zoltán Kodály
- 2004. Misa en do menor K. 427  de W. A. Mozart junto a la Filarmónica de Montevideo;
- 2005, Réquiem Alemán de Johannes Brahms (Versión Londres, junto a los pianistas Bernardo Aroztegui y Julián Bello, 2005);
- 2006 y 2007, Réquiem de W. A. Mozart para Mozarteum del Uruguay, junto a la orquesta del SODRE;
- 2007, Magnificat; Cantatas 151 y 1-2 del Weihnachtsoratorium de J. S. Bach junto a solistas de la Orquesta Filarmónica de Montevideo; Cantatas 10 y 147 de J. S. Bach para el Mozarteum del Uruguay (2007/2008);
- 2018, Pasión según San Juan, BWV 245, de Johann Sebastian Bach junto a la orquesta La Barroca del Suquía de Argentina.

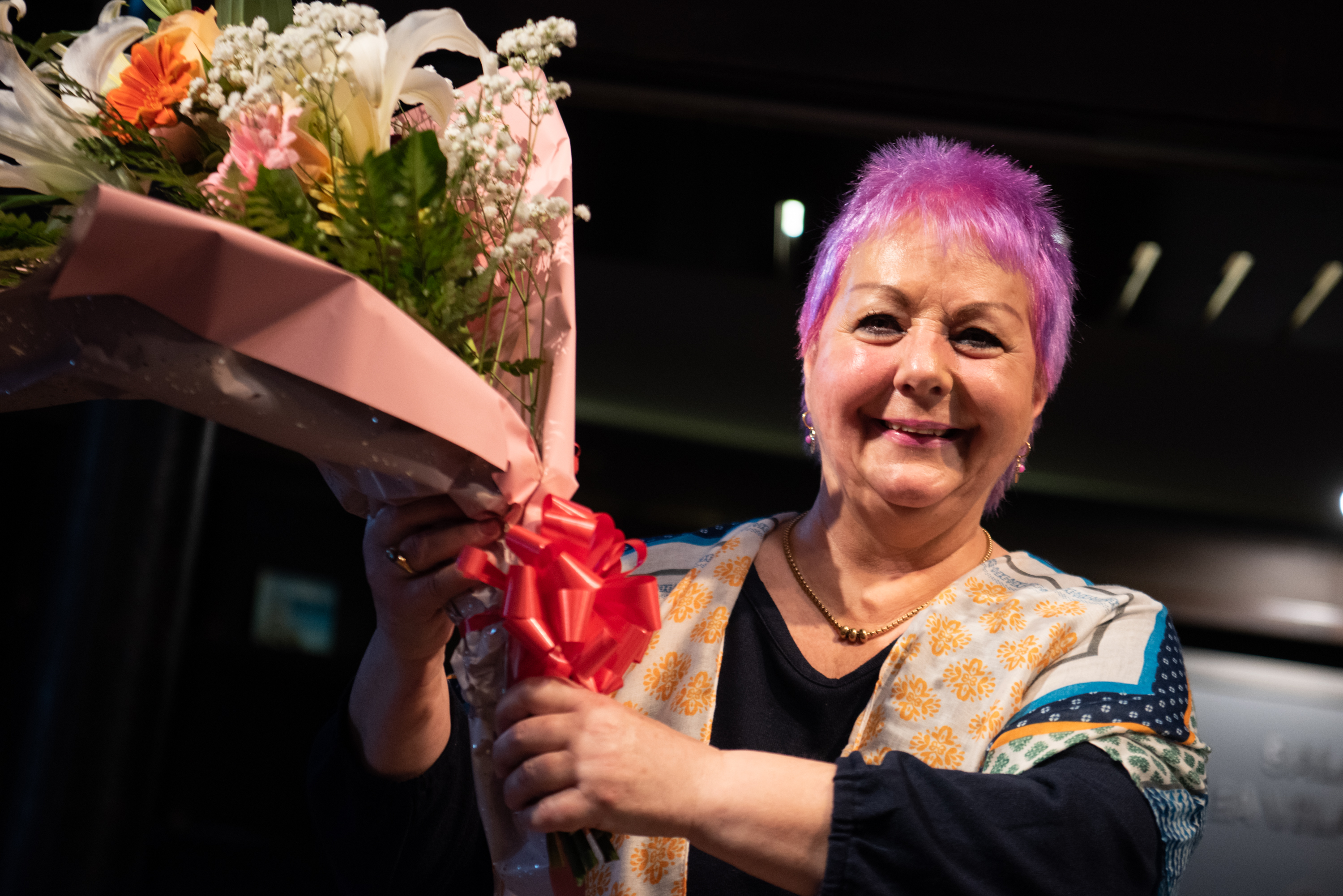
Cristina García Banegas en la cermonia de declaración de Ciudadana Ilustre de Montevideo

Ha realizado numerosos registros discográficos en órganos históricos y con el Ensemble De Profundis, y algunos de estos han sido ampliamente premiados por la crítica internacional: Gran Premio de la Academia Francesa de Música; Palmàres des Palmàres; Diapasón 5; MUST; Deutsche Schallplatten Preis (Premio al disco alemán), etc.
El 30 de setiembre de 2022 fue declarada Ciudadana Ilustre por la Intendencia Departamental de Montevideo.